# جیم فونگ

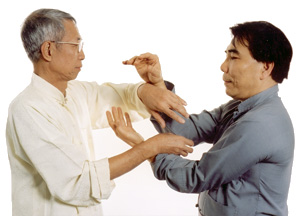
تسویی و فونگ در حال اجرای «چی سائو»

جیم فونگ (انگلیسی: Jim Fung؛ ۱۶ مهٔ ۱۹۴۴ – ۱۸ مارس ۲۰۰۷) یک رزمی‌کار سبک وینگ‌چون اهل هنگ کنگ بود.
جیم فونگ در دوران نوجوانی به استرالیا مهاجرت کرد و در رشتهٔ «حسابداری و قانون» در دانشگاه آدلاید تحصیل کرد.
او وینگ‌چون را از چو شانگ-تین آموخت که یکی از شاگردان ییپ من بود. چو شانگ-تین در سال ۱۹۹۹ میلادی، به او مقام «استاد بزرگ» اعطا کرد.